# Rivals
Rivals es el cuarto y último álbum del grupo estadounidense de nu metal Coal Chamber. Fue lanzado el 19 de mayo de 2015 por Napalm Records y cuenta con catorce pistas, incluido los sencillos «I.O.U. Nothing» y «Rivals», lanzados el 2 y el 9 de marzo de 2015, respectivamente.

## Antecedentes
Descrito como un álbum de groove metal y nu metal, Rivals ha sido comparado con todos los álbumes anteriores de Coal Chamber, siendo descrito como el más similar al tercer álbum de la banda, Dark Days.
En una revisión del álbum de 2015, la revista 100% Rock escribió que «Coal Chamber tomó el estilo nu metal de principios de la década de 2000 y modernizó el sonido para los tiempos actuales». El álbum Rivals muestra a Coal Chamber alejándose de su sonido más gótico.

## Lista de canciones
| CD    |                                                       |        |          |  |
| N.º   | Título                                                | Letras | Duración |  |
| 1.    | «I.O.U. Nothing»                                      |        | 3:03     |  |
| 2.    | «Bad Blood Between Us»                                |        | 4:00     |  |
| 3.    | «Light in the Shadows»                                |        | 3:41     |  |
| 4.    | «Suffer in Silence» (feat. Al Jourgensen de Ministry) |        | 3:51     |  |
| 5.    | «The Bridges You Burn»                                |        | 3:37     |  |
| 6.    | «Orion»                                               |        | 1:11     |  |
| 7.    | «Another Nail in the Coffin»                          |        | 3:21     |  |
| 8.    | «Rivals»                                              |        | 4:31     |  |
| 9.    | «Wait»                                                |        | 2:44     |  |
| 10.   | «Dumpster Dive»                                       |        | 1:09     |  |
| 11.   | «Over My Head»                                        |        | 3:36     |  |
| 12.   | «Fade Away (Karma Never Forgets)»                     |        | 2:52     |  |
| 13.   | «Empty Handed»                                        |        | 3:58     |  |
| 41:34 |                                                       |        |          |  |

| Bonus track exclusivo Best Buy |               |        |          |  |
| N.º                            | Título        | Letras | Duración |  |
| 14.                            | «Worst Enemy» |        | 4:03     |  |

## Créditos
- Dez Fafara – voces
- Miguel Rascón – guitarra
- Mike Cox – batería
- Nadja Peulen – bajo
- Al Jourgensen – voces adicionales (track 4)
- Mark Lewis – producción, mezclas, masterización

## Posicionamiento en listas
| Lista (2015)                | Mejor posición |
| --------------------------- | -------------- |
| Bélgica (Ultratop Flanders) | 177            |
| Bélgica (Ultratop Wallonia) | 148            |

## Historial de lanzamiento
| País   | Fecha              | Formato | Sello          |
| ------ | ------------------ | ------- | -------------- |
| Varios | 19 de mayo de 2015 | CD      | Napalm Records |